# 以色列近身格鬥術

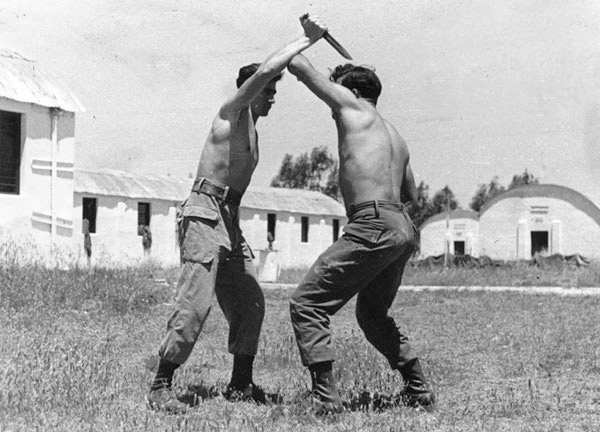
傘兵学校中的以色列格鬥術课程。
以色列，1955年

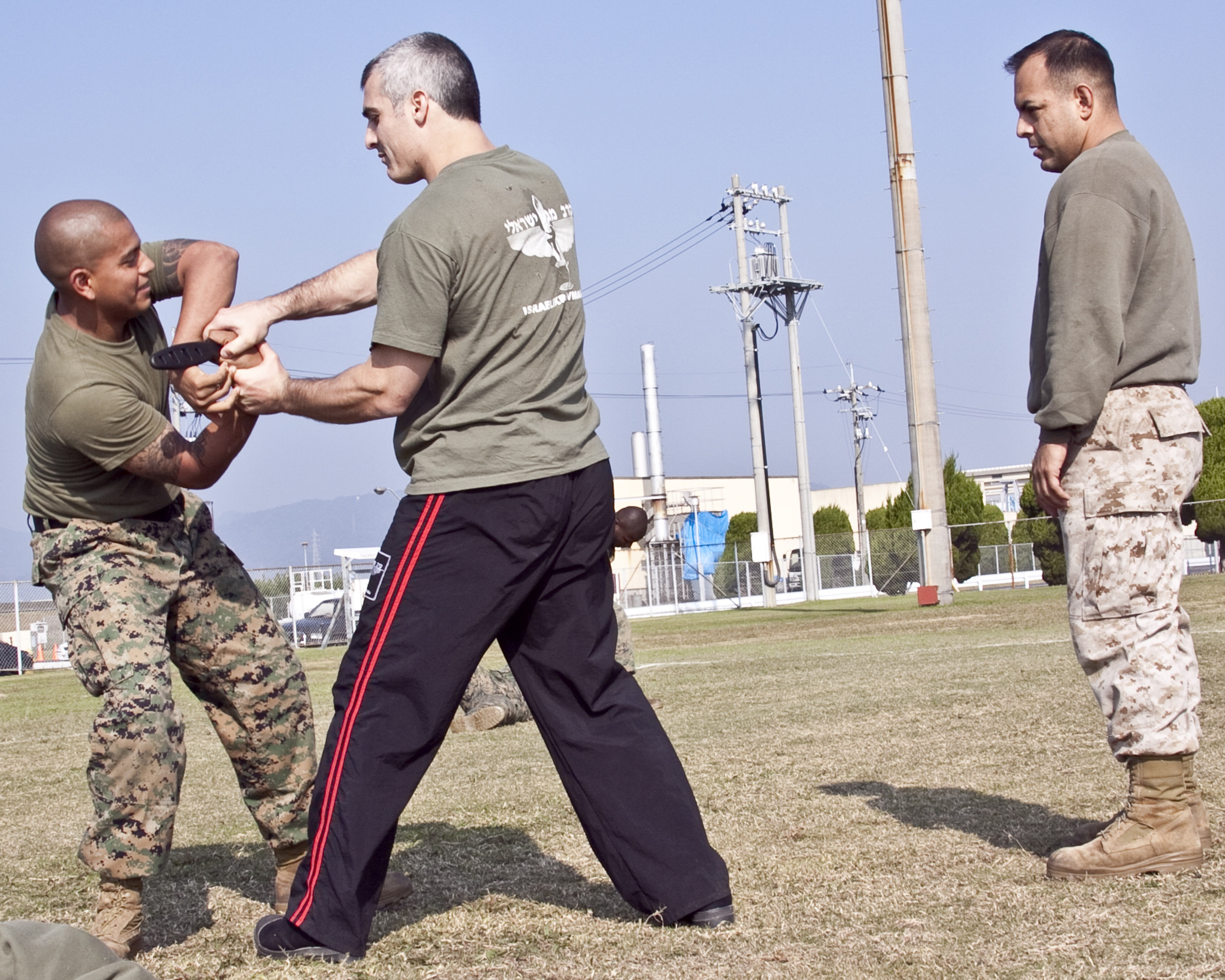

以色列近身格鬥術（希伯來語：發音： /krɑːv məˈɡɑː/），又稱以色列格鬥術、马伽术，是一種近身格鬥技術、防身術或運動，非傳統所謂的武術；以色列格鬥術作為一種學習對應徒手、刀械、棍棒及槍枝等攻擊，及因應各種不同危險環境而應變的防身體系。

## 詞源
Krav Maga，意為近身格鬥。希伯來文名稱寫作קרב מגע‬，英文可翻譯為“contact combat”。從原文的字根拆解來看krav（קרב）意思就是“combat（格鬥、搏鬥、戰鬥）”，及其另一個字根maga（מגע）的涵義則是“contact（接觸、連繫）”。若再從英文轉譯成中文意思的話，Krav Maga就是近身搏鬥、近身格鬥。大陸方面多稱為馬伽術。

## 历史

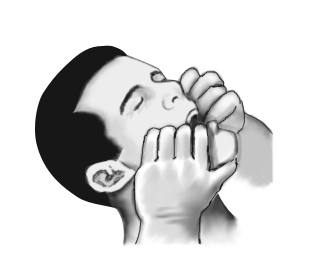

| 白帶 |
| 黃帶 |
|      |
| 橘帶 |
|      |
| 綠帶 |
|      |
| 藍帶 |
|      |
| 棕帶 |
|      |
| 黑帶 |
|      |
|      |
|      |
|      |

伊米·李確費爾德在1930年代於捷克斯洛伐克發明了以色列近身格鬥術。最初他在捷克斯洛伐克布拉迪斯拉發教導这种武术，以幫助保護當地猶太社區免受納粹黨的袭击。后来他抵达了当时英国託管下的巴勒斯坦，开始向猶太復國主義的准军事组织哈加纳（也是以色列国防军的前身之一）教導此一武術的雏形Kapap。隨著以色列國於1948年建立，李確費爾德成為在以色列國防軍戰鬥健身學校的體能和Krav Maga總教練。他担任了此一职位長達15年，期间不断完善和发展这种武術。

## 基本原则
此一武術著重於速度，要求盡快結束戰鬥。另外，此一武術比賽规则就是「没有规则」，因为它的定位是一種防御的實戰技巧，因為在戰場上，或者打鬥的現場，也沒有任何規則。
此一武術不分男性、女性，普遍练习同样的招式。以色列防身術的各個組織既没有「協會」，亦没有正式的制服或服装。但有些组织會通过不同层次的排名徽章、段位來承认其培训进度。
一般原则包括：
- 尽快反击（或先发制人的攻击）。

- 针对身体最脆弱的部位攻击，如眼睛，下颌，咽喉，鼠蹊部，膝盖等

- 压制对手，尽快反应，不间断的波浪式反击，如果有必要，就連續打擊对手，直到其失去反击能力。

- 保持对周围环境的认识，同时处理威胁，以寻找逃生路线，进一步的攻击，可以用来保卫或协助攻击等的对象。

基础训练是一个混合的有氧和无氧锻炼。护膝和其他个人防护设备可用于在初始培训。假想情況為街头巡逻或作战情况通常遇到的事件。

## 用途
以色列近身格鬥術的用途依使用者的身份可分為：軍用、警用、民用等。

### 軍用
軍用為創發此一武術之原始目的，其內容包括在戰場上如何穿越障礙、摸哨、反伏击和以步槍為主（做为类似棍棒的器械，必要时复合射击）的各種戰技。

### 警用
此一武術於警用部分可分為兩種用途，即執法與要員保護。
「執法」，將犯罪者逮捕拘禁，為警察等執法人員在業務上之需求，故執法用途之以色列防身術之核心觀念為逮捕。而由於執法人員必須面對不同程度的暴力、武器的攻擊，故執法用之以色列防身術亦包括射擊、逮捕、押解等技術。
「要員保護」，乃提供隨扈、保鑣等安全人員業務之用，最主要是保護要員，其內容包括安全程序、預防、急救和禮儀等各種不同的知能和技術。

### 民用
對於純粹為了自衛的平民而言，保有自身生命安全為首要目標，所以民用版以脫逃為目的，並非打倒敵手。

## 使用者
- 比利时：特警隊
- 巴西：警察部門
- 加拿大
- 丹麦
- 法國
  - 国家宪兵干預队
  - 法國外籍兵團
- 德国
  - 德國聯邦國防軍
  - 特別行動突擊隊
- 香港
  - 特別任務連
- 以色列
  - 以色列國防軍
  - 特種部隊
  - 國安局
  - 以色列國境警察特勤隊
  - 警察部門
- 印度尼西亞
- 義大利
- 荷蘭
- 挪威
- 葡萄牙
- 中華民國
- 塞爾維亞：內政部特種部隊
- 新加坡：新加坡陸軍
- 南非
- 西班牙
- 美国
  - 美國軍隊
  - 美國警察
  - 中央情報局
  - 美國特勤局
  - 聯邦調查局
  - 執法機構

## 海外發展

### 香港
香港於2008年首次引入以色列防身術，其後便開始於香港傳佈。

### 新加坡
新加坡軍隊將以色列防身術直接視為課程，作法為華人圈中少見，而新加坡民間亦有民用以色列防身術的訓練。

### 中華民國
台灣引進 Krav Maga（馬伽術）最早的紀錄應是在 1998 年到 1999 年，由長榮集團（Evergreen Group）聘請時任 IKMF 全球教練小組（GIT）專家級教官 Amnon Darsa 到長榮巴拿馬公司及台灣總公司，進行集團 VIP 特勤保鑣訓練，並於同年成立長榮（警備）保全公司；長榮特勤保鑣從李登輝、陳水扁、馬英九時代到蔡英文前總統卸任，迄今已支援過四任總統的友邦出訪專機勤務。後來 Amnon Darsa 也曾在 2017 到 2018 年以 S.M.A.R.T. Krav Maga 創辦人身份，再次受邀來台，協助培訓中華民國海巡特勤隊的以色列格鬥術種子教官，將這項戰技導入海巡特勤。
民用 Krav Maga 在台灣向一般民眾開課則是在 2009 年由極光訓練顧問有限公司開始，而此時的訓練多以單堂和短期的訓練為主，及至 2010 年年中時方接受 IKMF 以色列總部的命令設立台灣總部，並定名為 Krav Maga Taiwan 正式在台灣開課。
此期間 Krav Maga Taiwan 的定名亦是歷經波折，其因臺海兩岸的政治性因素以及其縮寫 KMT 與政黨中國國民黨的縮寫完全相同而發生爭議，而以色列總部最後仍以指稱的方便性與明確性為由通過此名稱。
2010 年年底時，由於負責施訓的教練與負責行政業務的訓練公司間在意見與認知均有落差，是以 Krav Maga Taiwan 與極光訓練顧問有限公司便由此時分離，而 Krav Maga Taiwan 亦逐步訓練起第一批台籍教練。台灣的訓練轉由 Allen Shen、Heng-Jui Chang、De-Hua Luo 三位教練分別負責台北、新竹、台中的訓練工作。
由於 2010 年至 2013 年間，民間 Krav Maga 在推展工作並不順利，造成學員學習上的困擾，參與學員人數大幅下降，訓練成效不彰；2013 年 3 月份起，以色列總部決定針對 IKMF Taiwan 管理權暫懸未定，相關訓練工作轉由極光訓練顧問有限公司暫代實施；2013 年 7 月首次由極光訓練顧問有限公司在台灣地區辦理銅盾級隨扈人員訓練課程。
2014 年 1 月，在極光訓練顧問有限公司管理下 IKMF Taiwan 常態化訓練遂步正常化，已順利在台北、新竹、台中、高雄開辦相關課程及辦理相關講座，並開始安排人員參與亞洲區課程，以色列總部正式決定自 2014 年 1 月 1 日起由極光訓練顧問有限公司全權負責管理 IKMF Taiwan 各項訓練業務，並由 Max Chaing 擔任 IKMF 台灣地區負責人。

### 中華人民共和國
Krav Maga Beijing 是 KMG 在中国大陸的唯一附属机构。所有教练（都是外籍）均师承 Eyal Yanilov 以及 KMG 团队，且每年赴海外进修。
在 2012 年年底，国际马伽术联盟联盟中国分部（IKMF CHINA）正式成立，以色列总部主席 Avi Moyal 授权汤方勇为 IKMF 在中国大陸的负责人，负责马伽术在中國大陸的推广工作。